# Sohgo Ichikawa
Sohgo Ichikawa (市川 聡悟 Ichikawa Sōgo?, Yao, Osaka, 30 de julio de 2004) es un futbolista japonés, nacionalizado hongkonés, que juega en la demarcación de centrocampista para el Kitchee SC de la Liga Premier de Hong Kong.

## Selección nacional
Tras jugar en las categorías inferiores de la selección, finalmente hizo su debut con la selección de fútbol de Hong Kong el 19 de julio de 2022 en un encuentro del campeonato de Fútbol de Asia Oriental de 2022 contra Japón que finalizó con un resultado de 6-0 a favor del combinado japonés tras tres dobletes de Yūki Sōma, Shuto Machino y Takuma Nishimura.

## Clubes
| Club       | País      | Año   | Partidos | Goles |
| ---------- | --------- | ----- | -------- | ----- |
| Kitchee SC | Hong Kong | 2020- | 18       | 2     |